# Clarendon, Arkansas
Clarendon är administrativ huvudort i Monroe County i Arkansas. Clarendon hade 1 664 invånare enligt 2010 års folkräkning.